# にゃんこい!
『にゃんこい!』は、藤原里による日本の漫画、およびそれを原作としたテレビアニメ。現在は無料ウェブコミック誌『COMIC メテオ』（アプリックス）にて不定期連載中。単行本は2014年現在6巻まで発行されており、累計発行部数は第6巻発売時点で60万部を突破している。
2009年3月12日発売の単行本第3巻帯にてアニメ化が発表され、同年10月から12月までTBSほかで放送された。

## 概要
著者による初連載作品にして、初単行本化・初アニメ化作品。とある事情から猫と話せることができるようになった主人公と、同じ高校の女生徒などが繰り広げるラブコメディである。
当初は無料ウェブコミック誌『FlexComixブラッド』（フレックスコミックス）にて2007年8月10日より連載が開始された。2009年には『FlexComixブラッド』での立ち上げ作品としては初のテレビアニメが放送されたが、2010年4月16日に作者の病気に伴う休載が発表され、一時的に連載が中断された。その後、約1年半に及ぶ長期休載を経て、2011年11月9日より不定期掲載ではあるものの連載が再開された。
2012年9月5日には『FlexComixブラッド』が、当時ゲーム関連企業・ジー・モードが運営していた無料ウェブコミック誌『COMIC メテオ』に吸収されることが発表された。本作もこの吸収合併に伴って移籍し、同日配信分の第31話より不定期連載中である（9月5日配信分に限り『FlexComixブラッド』でも配信されている）。なお、同誌では作者である藤原里が既に別作品の連載を持っているため、2作品同時連載となる。ただ、新作の公開は第34話で止まっており、実質は長期休載中となっている。

## ストーリー
猫アレルギーを持つ高校生・高坂潤平は、学校からの帰りに道端に転がっていた空き缶を蹴飛ばす。そして、その空き缶が地元で信仰を集めている「猫地蔵さま」に命中したことで、猫地蔵の首がもげてしまう。その日の晩、家で飼っている猫のニャムサスが話す言葉をなぜか理解できることに気が付いた潤平は、猫地蔵さまの首がもげてしまったことと関係があるのではないかと思い再び猫地蔵さまの所へ。
そして、潤平は猫地蔵さまを管理している寺の飼い猫・タマから自分の身に起きている異変の原因について知らされる。タマ曰く「猫地蔵さまの怒りに触れた者はやがて猫にされてしまう」とのこと。猫の言葉がわかるようになるのはその前兆であり、この呪いを解くためには100匹の猫に善行を施さなければならないが、呪いのことを他人に知られれば潤平と知った人に不幸が訪れるという。
こうして、潤平は嫌々ながら自分に掛けられた呪いを解くために100匹の猫に善行を施すことになるのであった。
しかし、潤平が猫と話しているところを水野楓に見られてしまい、呪いが進行する。その結果、潤平は頭に猫耳が生えたうえ、手が肉球になり、元々持っていた猫アレルギーによるアレルギー反応が起こる。彼の猫アレルギーの強さは命に関るほどであり、呪いの進行は自身の生命の危険を伴うのだった。

## 登場キャラクター

### 常盤高校（ときわこうこう）
高坂 潤平（こうさか じゅんぺい）
声 - 浅沼晋太郎
本作の主人公。2年生の少年。一人称は「俺」。重度の不幸体質の持ち主であり、猫アレルギーの為大の猫恐怖症。11年前に捨てられていたニャムサスを拾ってきたが、それにより自身の猫アレルギーが判明、帰宅後3日間生死を彷徨った過去があり、それ以来ニャムサスが近付くたびにアレルギーを発症するのが悩み。ちなみに潤平以外は家族全員猫好き。入学式で出会い、後に同じクラスになった楓に片想いしている。ツッコミ時もしくはリアクション時に敬語口調になることが多い。
アクシデントにより猫地蔵さまの首をもいでしまったことから怒りに触れてしまい、100匹の猫に善行を施して呪いを解くべく奔走中。呪いの初期作用により、猫と会話することができる。
基本的にお人好しであり、人（猫）から頼まれたことに対して嫌々ながらも従ってしまう傾向にある上、アレルギー持ちではあるが本質的には猫好き。そのため、人間や猫のトラブルに巻き込まれることもしばしば。
アニメ版では猫と話している所を楓に見られ、呪いが発動。猫耳が生えてしまう。さらには、手にも肉球が現れる。しかも猫アレルギーの体質のために、猫耳が生えたりすると自分自身に対してアレルギー反応が現れる。

#### ヒロイン
水野 楓（みずの かえで）
声 - 井口裕香
本作のメインヒロイン。陸上部所属の2年生の少女。潤平と同じクラスで成績優秀・運動神経抜群の美少女だがやや天然気味。楓以外は家族全員が犬好きで、家では大型犬のジャーマンシェパード、バーニーズ・マウンテン・ドッグ、シベリアンハスキー、ラブラドールレトリバーの4頭を飼っているが、楓だけは大の猫好き。猫を見ると見境が無くなり、本人に悪気は無いものの虐待スレスレまで可愛がってしまう。好きなものは任侠映画で、嫌いなものはホラー系。陸上部での専攻は漫画版では明らかにされていないが、アニメ版では走り高跳びをしている。
凪の発言から潤平を意識しはじめるも未だ自分の気持ちに気付いておらず、親友の加奈子に対する遠慮もあってか発展には至っていない。
潤平に拾われる前のニャムサスを工事空き地で世話をしていたが、そのことには楓本人や潤平、ニャムサスも気付いていない。
住吉 加奈子（すみよし かなこ）
声 - 白石涼子
2年生の少女。楓の親友。潤平とは小学校時代からの腐れ縁で、事有るごとに難癖を付けて来る間柄。いわゆるギャルで、初登場時は派手なヤマンバメイクと荒っぽい性格で楓とは対照的にクラスの男子生徒からは敬遠されていた。ところが、あることが原因で髪を解いてメイクを落としたところ美人で可愛いことが判明。クラス内での評価が一変し、以降はメイク代の節約も兼ねてヤマンバメイクをしていない。なお、非常にスタイルが良く、凪曰く「Dカップ」。
猫好きで人目を忍んで野良猫の世話をする優しい一面も持ち合わせているが、潤平や弟の透には容赦が無い。そんな潤平に対して好意を抱いているが、親友の楓を応援したいという気持ちもあり、一向に進展しない潤平のヘタレっぷりにやきもきしながらも、自身の想いから潤平の女絡みの話題には嫉妬心を隠せないでいる。
一ノ瀬 凪（いちのせ なぎ）
声 - 小林ゆう
3年生、陸上部部長。とある事情から美しいものが大好きという嗜好を持っており、楓をとても気に入っている。中性的な少女である。実家の家業は京都の極道であり、そのことが関係しているのか感情が高ぶったり焦ったりすると関西弁になる。
ジョセフィーヌという猫（オス）を飼っている。幼い頃に受けた心的外傷の影響のため雷が苦手で、雷雨の日に付き添ってくれた潤平に好意を寄せるようになる。潤平の気持ちを知っているため、加奈子と同様に自分の気持ちに折り合いがつけられないでいる。
加奈子からは「ナギー先輩」と呼ばれており、仲も良い。
桐島 琴音（きりしま ことね）
声 - 戸松遥
1年生の双子の姉。昇福寺の住職の娘であり退魔術が使えるらしく、潤平の呪いのことも知っている。不幸体質の潤平に好意を抱き、ストーカーまがいの行為や妄想日記をつけていたりする、いわゆる電波系である。現在は潤平の呪いを解くための手助けをしている。
桐島 朱莉（きりしま あかり）
声 - 戸松遥
琴音の双子の妹。昇福寺の住職の娘であり退魔術が使えるらしく、潤平の呪いのことも知っている。とても姉思いであり、姉が好意を抱く潤平に対して剥き出しの敵意を向けるも、何だかんだで気になる様子。強気な性格だが、寂しがり屋でもある。現在は潤平の呪いを解くための手助けをしている。

#### その他の生徒・職員
遠藤 晴彦（えんどう はるひこ）
声 - 福山潤
2年生の少年。通称ハルヒコ。潤平・コータとは小学校時代からの付き合いで、現在も仲が良い。爽やかな外見をした賑やかで明るい男子生徒だが、帰宅部でありメイドについて語ったりギャルゲーを発売日に買いに行ったりもする。また、起こりうる騒動やトラブルに対して鋭い嗅覚を持つ。アニメ版でフルネームが公開された。
川村 晃太（かわむら こうた）
声 - 前野智昭
2年生の少年。通称コータ。潤平・ハルヒコとは小学校時代からの付き合いで、現在も仲が良い。3人の中では最も落ち着きのある性格で、周りが騒いでいる時も一歩引いて静観しているタイプ。バスケ部に所属しており、身長も3人の中で最も高い。アニメ版ではフルネームが公開され、彼女がいる設定になっている。
太田 栄子（おおた えいこ）
声 - 山口理恵
2年生。楓の友人。原作では名前は登場しないが、アニメ版で新たに設定された。黒髪の少女。楓と同じく陸上部に所属。
橋本 雛子（はしもと ひなこ）
声 - 福井裕佳梨
2年生。楓の友人。原作では名前は登場しないが、アニメ版で新たに設定された。茶髪の少女。ヒナちゃんと呼ばれる。
伊藤 謙（いとう けん）
声 - 川原慶久
2-3担任の男性教師。プロポーズの言葉は「俺といい国作ろうぜ」。原作では名前は登場しないが、アニメ版で新たに設定された。

### その他の登場人物
望月 千鶴（もちづき ちづる）
声 - 佐藤利奈
郵便配達のバイトをしている女子大生。しかし、極度の方向音痴なために配達中でもしばしば迷子になってしまう、困った人。とても陽気でノリの良い性格だが、軽いセクハラ発言をしてくるなどおっさん臭い面もある。胸は住吉より大きい。
アニメ版ではほぼ毎回何らかの形でコンスタントに出演しており、原作よりも出番が多くなっている。
桐島 啓造（きりしま けいぞう）
声 - 小杉十郎太
猫地蔵のある昇福寺の住職。琴音と朱莉の父でもある。タマ曰く「キャバクラ常連のなまぐさ坊主」とのこと。実際にキャバクラに通う資金のために幸運グッズを作って利益を得ようとしている。キャバクラへ行く際にはスーツ姿やペ・ヨンジュンの格好となり、その度に性格も変わる。
高坂 静江（こうさか しずえ）
声 - 鍋井まき子
潤平、鈴の母。一人称は「私」。フルネームはアニメ版で公開された。猫好きでニャムサスを可愛がる。
高坂 鈴（こうさか すず）
声 - 中尾衣里
潤平の妹。中学生。一人称は「私」。猫好き。加奈子の弟の透とは仲が良い様子。
爺（じい）
声 - 矢部雅史
凪の世話役の老人男性。本名は不明。右頬に大きな傷がある。凪をとても大事にしているが、彼女を守るために雷に打たれまくったことで凪のトラウマを作ることになった張本人でもある。
アニメ版では常盤台遊園地のマスコットである猫の「トッキー」の着ぐるみを着込み、凪の手助けをする。
住吉 透（すみよし とおる）
加奈子の弟。中学生。潤平同様、加奈子に頭が上がらない。鈴には「ヨッシー」と呼ばれている。
一ノ瀬 龍（いちのせ たつ）
一ノ瀬組の13代目で凪の兄。妹同様に男前な顔立ちをしている。潤平を気に入り、妹の恋の応援をしている。
女子高生マニアのようで、女子高の制服をコレクションしている。
猫地蔵
声 - 藤原里
潤平によって倒されてしまい頭が落ちた。その報復として潤平に呪いをかける。

### 作中に登場する猫
ニャムサス
声 - 田中敦子
高坂家で飼われている雌猫。一人称は「アタシ」。寸胴で、赤いスカーフを首に巻いている。11年前に捨てられていたところを潤平に拾われ、高坂家の飼い猫になる。近隣の猫たちからはリーダー格として扱われており、「姐さん」と慕われている。
潤平の身体を気遣ったり猫の依頼を仲介するなど主人想いな猫だが、その優しさを素直に出さないので潤平には伝わっていない。名前は、コーカサスオオカブト型ロボットが出ているTV番組を見た潤平がつけた。
タマ
声 - 福山潤
昇福寺で飼われている、珍しいオスの三毛猫。一人称は「僕」。ニャムサスを慕っている。主人に対しては気をかける素振りを見せるが、キャバクラ通いには辟易している。潤平のことを、街中の猫に宣伝し回っている。
くま
声 - 榊原ゆい
当初は常盤高校に住み着いていたが、訳あって高坂家に居座っている。高校で面倒をよく見てくれていた加奈子を、今も慕っている。餌を奪われないようにチャトラに抵抗するが、あまり勝てない。
チャトラ
声 - たてかべ和也
高坂家の向かいの家に住む雄猫で、かなりの肥満体型である。いい所の猫で豪華な食事を取っていた被害妄想の強いわがまま猫であったが、怒った潤平の言葉により改心し、ダイエットに励むことを決意。しかし、その後も頻繁に高坂家に忍び込んでは、くまの餌を強奪していることから、あまり反省していない様子。
ノワール
声 - 福井裕佳梨
当初は昇福寺で飼われていたが、現在は桐島姉妹に飼われているメスの黒猫。タマとは当初仲良くやっていたが、タマが三毛猫のオスだということがわかってから主人に構って貰えなくなった嫉妬から、それ以来仲が悪くなっている。
ジョセフィーヌ
声 - 遊佐浩二
一ノ瀬家で飼われている雄猫。一人称は「僕」。ゴージャスな服を着させられており、関西弁で話す。本名はジョセフィーヌではないらしい。とある事情で一ノ瀬家を訪れた潤平に、「凪に恋をさせてほしい」と依頼する。
シンディ
声 - 佐藤利奈
一ノ瀬龍が飼っている雌猫。ジョセフィーヌの妻でもある。スコティッシュフォールド。
マサ
声 - こぶしのぶゆき
アニメ版オリジナルの猫。潤平の修学旅行についてきた。浮気が原因で一ノ瀬本家を追い出され、凪の家に預けられていた。
コマサ
声 - 松本さち
アニメ版オリジナルの猫。マサの子供。
ミッチー
声 - 大畑伸太郎
アニメ版オリジナルの猫。意中の猫を振り向かせるため、潤平にスズメを狩れるように鍛えてもらうことを依頼する。

## 書誌情報

### 旧版
- 藤原里 『にゃんこい!』 発行：フレックスコミックス / 発売：ソフトバンククリエイティブ 〈Flex Comix〉、全5巻
  1. 2008年5月25日初版第1刷発行（5月12日発売）、ISBN 978-4-7973-4796-8
  2. 2008年9月20日初版第1刷発行（9月11日発売）、ISBN 978-4-7973-5016-6
  3. 2009年3月20日初版第1刷発行（3月12日発売）、ISBN 978-4-7973-5352-5
  4. 2009年9月20日初版第1刷発行（9月12日発売）、ISBN 978-4-7973-5613-7（通常版） / ISBN 978-4-7973-5614-4（限定版）
  5. 2010年3月20日初版第1刷発行（3月12日発売）、ISBN 978-4-7973-5898-8

限定版
第4巻：通常版と表紙が異なるほか、藤原里による描き下ろしイラストを用いたマウスパッドとポストカード、フレックスコミックス掲載作家（吉永裕ノ介、TOBI、押切蓮介、みもり、タカハシマコ、すえみつぢっか）による本作を題材とした描き下ろしイラストポストカードが付属。

### 再版
2012年2月以降にフレックスコミックスより発行される全ての書籍の発売元がソフトバンククリエイティブ（現・SBクリエイティブ）から変更になったため、重版的な意味合いで再出版されたもの。そのため本自体は奥付などに記載の出版社表記およびISBNコード以外に変更は無く、続巻はこちらから発行されている。なお第6巻より単行本レーベルが〈メテオCOMICS〉へと移行した。
- 藤原里 『にゃんこい!』 発行：フレックスコミックス / 発売：ほるぷ出版 〈Flex Comix〉→〈メテオCOMICS〉、既刊6巻
  1. 2012年2月1日初版第1刷発行（同日発売）、ISBN 978-4-593-85586-5
  2. 2012年2月1日初版第1刷発行（同日発売）、ISBN 978-4-593-85587-2
  3. 2012年2月1日初版第1刷発行（同日発売）、ISBN 978-4-593-85588-9
  4. 2012年2月1日初版第1刷発行（同日発売）、ISBN 978-4-593-85589-6（通常版） / ISBN 978-4-593-85590-2（限定版[注 6]）
  5. 2012年2月1日初版第1刷発行（同日発売）、ISBN 978-4-593-85591-9
  6. 2014年10月20日初版第1刷発行（10月11日発売）、ISBN 978-4-593-85790-6

## テレビアニメ
同時期開始の『けんぷファー』同様に、TBS制作深夜アニメ初の全放送局16:9フルサイズで放送された。
挿入曲として、提供スポンサー紹介等で『ねこふんじゃった』のピアノ演奏曲も使用されている。また、最終話で第2期の制作に意欲を持っていることを窺わせるナレーションが付いている。2010年4月27日にNHKラジオ第一放送で放送された『渋谷アニメランド』にゲスト出演した監督の川口敬一郎も、「放送終了後に出た原作の中に魅力的なエピソードがいくつかある」と前置きしたうえで、「今流行のブックインDVDでもいいのでやりたい」と第2期の制作に意欲を持っている。
北米では、Sentai Filmworksが日本版DVDに英語字幕を付加した北米版DVDを発売している。

### スタッフ
- 監督 - 川口敬一郎[6]
- シリーズ構成 - 猪爪慎一[6]
- キャラクターデザイン - 森田和明[6]
- プロップデザイン、総作画監督（7話-12話） - 川口理恵
- ニャンコマスター - 山根まさひろ[6]
- 美術監督 - 小坂部直子[6]（1話-3話）→ 脇威志、中島美佳（4話-12話）
- 色彩設計 - 鈴城るみ子
- コンポジットディレクター（撮影監督） - 加藤友宜
- 編集 - 右山章太
- 音楽 - 大川茂伸、三輪学
- 音響監督 - 飯田里樹[6]
- プロデューサー - 田中潤一朗、中村伸一、黄樹弐悠、岡田尚子、藤田朋洋
- アニメーション制作 - AIC[6]
- 製作協力 - ポニーキャニオン、AIC、フレックスコミックス、ムービック
- 製作 - にゃんこい!製作委員会[6]、TBS

### 主題歌
オープニングテーマ「にゃんだふる!」
作詞・歌 - 榊原ゆい / 作曲 - 須田悦弘 / 編曲 - 大島こうすけ
エンディングテーマ「Strawberry 〜甘く切ない涙〜」
作詞 - 沢村竣 / 作曲・編曲 - 南利一 / 歌 - 今井麻美
挿入歌
「ねこねこ音頭」（第1話 - 第2話、第5話 - 第12話）
作詞 - 漆野淳哉 / 作曲・編曲 - 久徳貞幸 / 歌 - 榊原ゆい・今井麻美・福井裕佳梨
「猫呼んじゃった」（第1話 - 第2話、第5話 - 第12話）
作詞 - 漆野淳哉 / 作曲 - Traditional / 編曲 - 悠木真一 / 歌 - 榊原ゆい
「紅任侠道」（第1話、第12話）
作詞 - 漆野淳哉 / 作曲・編曲 - 鳥海剛史 / 歌 - 今井麻美
「自分蜃気楼」（第11話）
作詞 - 森下かおり / 作曲 - 南利一 / 編曲 - 悠木真一 / 歌 - 一ノ瀬凪（小林ゆう）
キャラソン
Cat.1「Happy Smile Lucky Girl」
作詞 - 葉月みこ / 作曲 - 葉瀬賢治 / 編曲 - 中山聡 / 歌 - 井口裕香
Cat.2「こころスイッチ」
作詞 - 亜里花 / 作曲 - 濱田智之 / 編曲 - 南利一 / 歌 - 白石涼子
Cat.3「自分蜃気楼」
作詞 - 森下かおり / 作曲 - 南利一 / 編曲 - 悠木真一 / 歌 - 一ノ瀬凪（小林ゆう）
Cat.4「迷子のアドレス」
作詞 - の / 作曲 - Monta / 編曲 - 今井隼 / 歌 - 佐藤利奈
Cat.5「わがままKitty」
作詞 - 吉野麻希 / 作曲 - ノグチオサム / 編曲 - 鳥海剛史 / 歌 - 戸松遥

### 各話リスト
| 話数            | サブタイトル                         | 脚本             | 絵コンテ         | 演出             | 作画監督                     |
| --------------- | ------------------------------------ | ---------------- | ---------------- | ---------------- | ---------------------------- |
| ニャンコ01匹目! | ブサイクな猫と呪われし高校生         | 猪爪慎一         | 川口敬一郎       | 川口敬一郎       | 佐光幸恵                     |
| ニャンコ02匹目! | その男 下僕?                         | 猪爪慎一         | 川口敬一郎       | 橋口洋介         | 合田浩章                     |
| ニャンコ03匹目! | キミの名は                           | 猪爪慎一         | 鈴木卓夫         | 鈴木卓夫         | 山川宏治                     |
| ニャンコ04匹目! | 美しい人                             | ふでやすかずゆき | 中村憲由         | 中野英明         | 藤原未来夫 岩岡優子          |
| ニャンコ05匹目! | 四角関係の刻（タイムズ・スクウェア） | 猪爪慎一         | 佐野隆史         | 荒井省吾         | 新井伸浩                     |
| ニャンコ06匹目! | ミルク&ビター&シュガー&スパイス      | ふでやすかずゆき | 川口敬一郎       | 岩田義彦         | 山根まさひろ                 |
| ニャンコ07匹目! | 暗くなるまで待って♡                  | 猪爪慎一         | ワタナベシンイチ | ワタナベシンイチ | 滝川和男 大河原晴男 渡辺浩二 |
| ニャンコ08匹目! | 炎の個人教授ランナー                 | ふでやすかずゆき | 中村憲由         | 星野真           | 古川英樹 竹谷徹平            |
| ニャンコ09匹目! | ガールズ・イン・ザ・ウォーター       | ふでやすかずゆき | 川口敬一郎       | 元永慶太郎       | 小松信                       |
| ニャンコ10匹目! | ある夜の出来事                       | 猪爪慎一         | 佐野隆史         | 矢花馨           | 新井伸浩                     |
| ニャンコ11匹目! | フレンズ                             | 猪爪慎一         | 川口敬一郎       | 別所誠人         | 渡辺浩二                     |
| ニャンコ12匹目! | 天国は待ってくれる?                  | 猪爪慎一         | 川口敬一郎       | 川口敬一郎       | 川村幸祐 山根まさひろ        |

### 放送局
| 放送地域   | 放送局       | 放送期間                       | 放送日時                     | 放送系列 | 備考   |
| ---------- | ------------ | ------------------------------ | ---------------------------- | -------- | ------ |
| 関東広域圏 | TBSテレビ    | 2009年10月2日 - 12月18日       | 金曜 1:59 - 2:29（木曜深夜） | TBS系列  | 製作局 |
| 近畿広域圏 | 毎日放送     | 2009年10月9日 - 12月25日       | 金曜 1:55 - 2:25（木曜深夜） | TBS系列  |        |
| 中京広域圏 | 中部日本放送 | 2009年10月16日 - 2010年1月15日 | 金曜 2:00 - 2:30（木曜深夜） | TBS系列  |        |
| 日本全域   | BS-TBS       | 2009年11月1日 - 2010年1月24日  | 日曜 1:00 - 1:30（土曜深夜） | BS放送   |        |

### Webラジオ
HiBiKi Radio Station内で『にゃんこい!ラジオ〜常高陸上部〜』（にゃんこいラジオじょうこうりくじょうぶ）と題して配信。パーソナリティは井口裕香（水野楓 役）、小林ゆう（一ノ瀬凪 役）。提供は「にゃんこい製作委員会」。
配信スケジュール
アニメ版に先駆けて2009年9月4日より配信開始。毎月第1・第3金曜日（2010年1月8日より毎月第2・第4金曜日）配信。
配信期間：2009年9月4日 - 2010年1月22日（全10回）
ゲスト
- 第2回 川口敬一郎（監督）
- 第3,4回 浅沼晋太郎（高坂潤平役）
- 第5回 白石涼子（住吉加奈子役）
- 第7回 福井裕佳梨（橋本雛子、ノワール役）
- 第9回 佐藤利奈（望月千鶴役）

### タイアップ
2009年9月14日から10月30日にかけてイラスト投稿SNSであるpixivにてイラストコンテストが開催され、優秀作品に選ばれたイラストはテレビアニメの提供画面として使用された。
2009年9月19日から10月25日にかけてはナムコ・ナンジャタウンにてイベントが行なわれ、これに関連して最終日には上記したウェブラジオの公開録音も開催された。
2009年10月13日から11月12日までの間には、アニメ・映画などとのコラボレーションを多数行なっているパセラ×エンタテイメントによる企画展開の一環でオリジナルフードメニュー5種類などがカラオケチェーン・パセラの一部店舗で実施された。期間中はOP・EDテーマの楽曲にアニメから抜粋した特製バージョン映像が全店舗でカラオケに使用された。